# Барселонета (станція метро)
Барселонета (кат. Estació de Barceloneta) — станція 4-ї лінії Барселонського метро, розташована між станціями Жауме I та Сьютаделья-Віла-Олімпіка. Відкрита у 1976 році.